# 巻東町
巻東町（まきあずまちょう）は、新潟県新潟市西蒲区の地名。丁番を持たない単独町名であり、住居表示未実施区域。郵便番号は953-0053。

## 概要
1961年（昭和36年）から現在の大字。新川支流の大通川右岸に位置する。
もとは1889年（明治22年）から1961年（昭和36年）まであった大字古志田、大字寺潟、大字下郷屋の区域の一部で、地名の由来は巻町の最東部に位置することによる。

### 隣接する町字
北から東回り順に、以下の町字と隣接する。
- 今井
- 国見
- 漆山

※新川を挟んで巻甲と隣接。

## 歴史

### 統合した町字
1961年（昭和36年）に以下の町字を統合。
古志田（こしでん）
1889年（明治22年）から1961年（昭和36年）の大字。新川支流大通川右岸の蒲原低地に位置する。
もとは江戸時代から1889年（明治22年）まであった古志田村新田の区域の一部。1801年（享和元年）に漆山村から分村した。
寺潟（てらがた）
1889年（明治22年）から1961年（昭和36年）の大字。新川支流の大通川右岸に位置する。
もとは江戸時代から1889年（明治22年）まであった寺潟村新田の区域の一部。漆山村からの分村であるが、開発、独立年代は不詳。
下郷屋（しもごうや）
1889年（明治22年）から1961年（昭和36年）の大字。新川支流の大通川右岸に位置する。
もとは江戸時代から1889年（明治22年）まであった下郷屋村新田の区域の一部。1801年（享和元年）に漆山村から分村した。

### 年表
- 1889年（明治22年）4月1日 : 合併により古志田、寺潟、下郷屋が漆山村の大字となる。
- 1955年（昭和30年）1月1日 : 合併により古志田、寺潟、下郷屋が巻町の大字となる。
- 1961年（昭和36年） : 古志田、寺潟、下郷屋が統合され、東町となる
- 2005年（平成17年）10月10日 : 合併により新潟市の大字となり、巻東町に改称する。
- 2007年（平成19年）4月1日 : 新潟市の政令指定都市移行により、西蒲区の大字となる。

## 世帯数と人口
2018年（平成30年）1月31日現在の世帯数と人口は以下の通りである。
| 町丁   | 世帯数 | 人口  |
| ------ | ------ | ----- |
| 巻東町 | 58世帯 | 176人 |

## 小・中学校の学区
市立小・中学校に通う場合、学区は以下の通りとなる。
| 番地 | 小学校             | 中学校             |
| ---- | ------------------ | ------------------ |
| 全域 | 新潟市立漆山小学校 | 新潟市立巻東中学校 |